# Hacienda de Hoya de Pineda
La hacienda de Hoya de Pineda, es un edificio histórico del municipio de Gáldar, isla de Gran Canaria (Canarias, España). Está situada en un importante centro alfarero de la antigüedad.

## Historia
La construcción de la casa se relaciona con la familia de los Pineda, a la que perteneció Jerónimo de Pineda, Regidor Perpetuo del Cabildo grancanario. Se trata de una de las construcciones más interesantes de la arquitectura rural de Gran Canaria. 

## Estructura
Edificio de planta alta con planta en forma de U, con tres crujías que se desarrollan en torno al patio central. La construcción es bastante sencilla y como rasgo casi generalizado en el modo de construir canario destaca la funcionalidad de las formas. Las cubiertas son de madera y hacia el exterior son de teja árabe. 
El patio está rodeado por una galería alta sobre pies derechos, con un cierre de balaustrada simple, todo en madera. La portada está almenada. Por sus características responde a una hacienda o casa de campo.